# Oleksandr Usyk
Oleksandr Oleksandrovych Usyk (ukrainien : Олександр Усик, Oleksandr Oussyk), né le 17 janvier 1987 à Simferopol, en RSS d'Ukraine (Union soviétique), est un boxeur ukrainien. Champion du monde unifié dans la catégorie poids lourds-légers, il laisse en 2019 ses ceintures vacantes pour combattre en poids lourds et devient également champion du monde unifié WBA, IBF et WBO de cette catégorie en 2021 et WBC en 2024 ce qui fait de lui le troisième boxeur à détenir les quatre ceintures dans deux catégories différentes. Il s'impose face à Daniel Dubois le 19 juillet 2025 et devient pour la deuxième fois champion incontesté des poids lourds.

## Carrière amateur

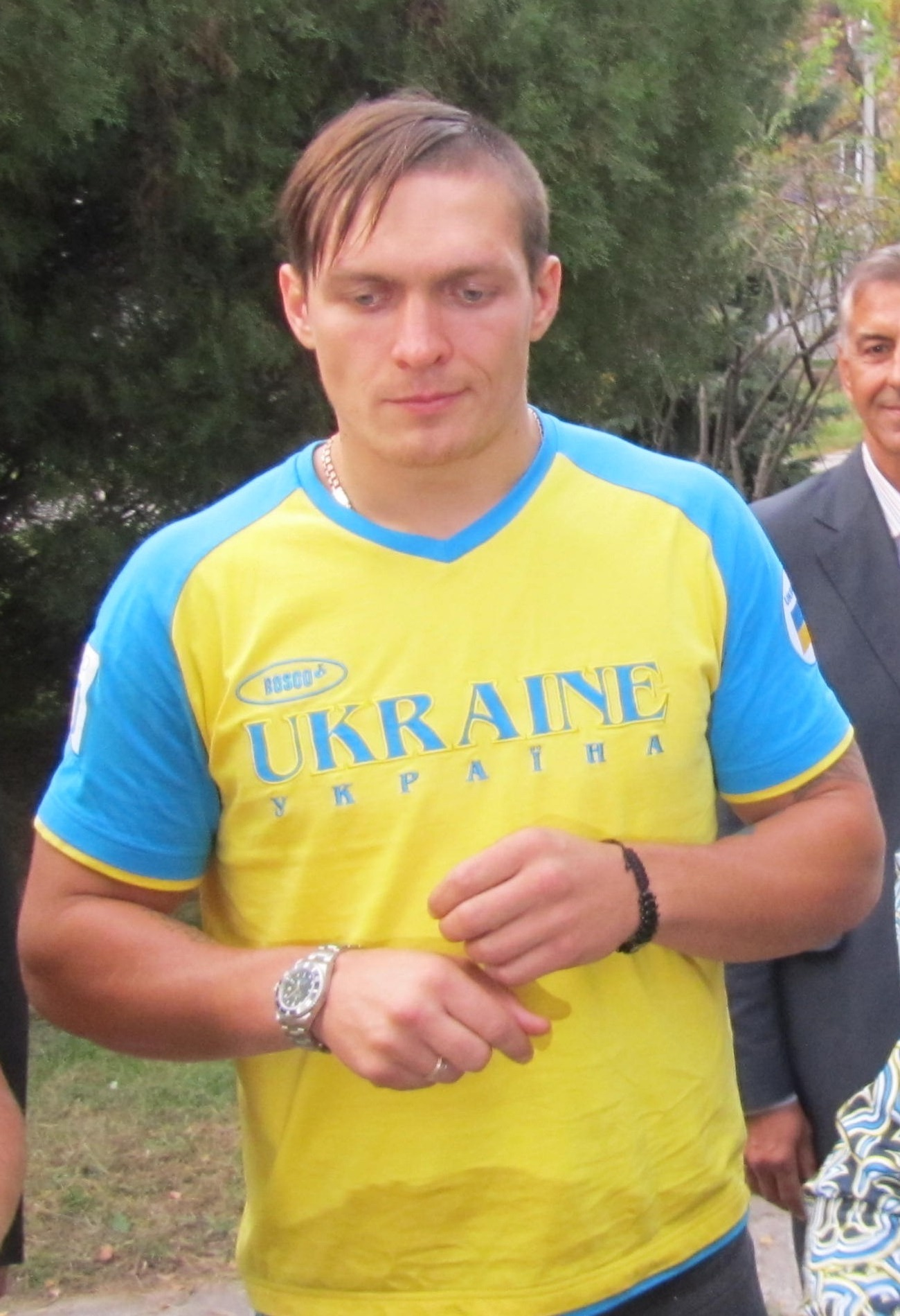
Oleksandr Usyk en 2012.

Champion d'Europe à Liverpool en 2008 en mi-lourds, Oleksandr Usyk devient champion du monde à Bakou en 2011 dans la catégorie poids lourds.
Qualifié pour les Jeux olympiques de Londres en 2012, il se hisse en finale et retrouve le boxeur italien Clemente Russo. Dominé au premier round de la finale olympique, Usyk accélère et termine le combat par plusieurs crochets du gauche décisifs qui lui permet de l'emporter par 14 touches à 11. Le boxeur célèbre l'annonce de sa victoire avec quelques pas de danse de hopak.
Concluant sa carrière dans les rangs amateurs avec un bilan de 335 victoires pour 15 défaites, Oleksandr Usyk passe professionnel après son titre olympique à l'âge de 26 ans.

## Carrière professionnelle

### Poids lourds-légers

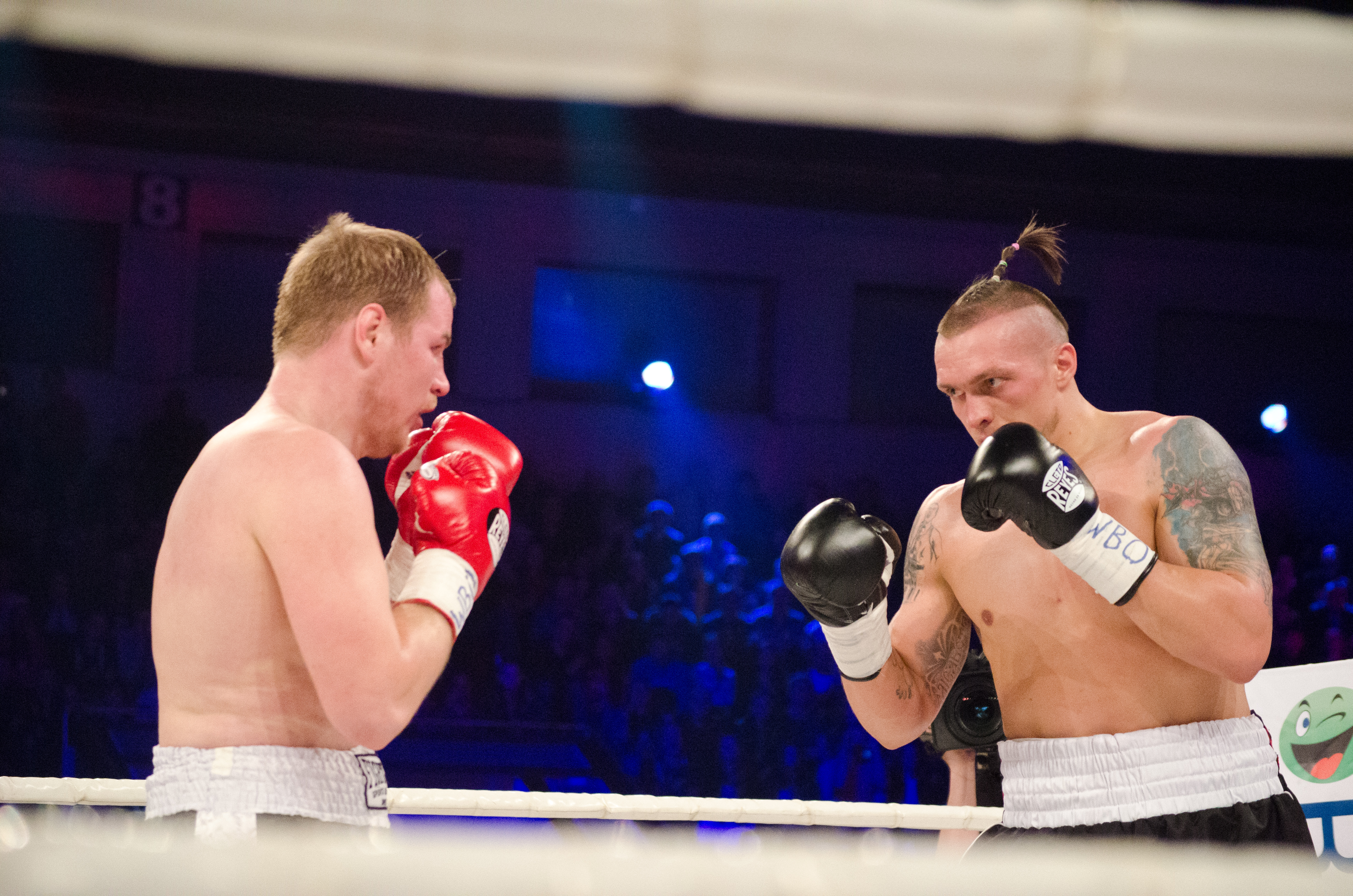
Oleksandr Usyk (à droite) lors de son combat contre Andrey Knyazev à Kiev en avril 2015.

Usyk entame sa carrière de boxeur professionnel dans la catégorie des poids lourds-légers en 2013 et remporte le titre de champion du monde WBO le 17 septembre 2016 après sa victoire aux points contre le polonais Krzysztof Głowacki. Il conserve son titre le 17 décembre 2016 en battant par KO au 9e round Thabiso Mchunu puis le 8 avril 2017 en dominant aux points Michael Hunter. L'ukrainien poursuit sa série de victoires le 9 septembre 2017 en battant par arrêt de l'arbitre au 10e round Marco Huck, ancien champion du monde de la catégorie.
Il s'empare de la ceinture WBC le 27 janvier 2018 à Riga après sa victoire aux points contre le Letton Mairis Briedis. Le 21 juillet 2018, en battant le boxeur russe Murat Gassiev, champion WBA et IBF, Oleksandr Usyk devient le premier boxeur à unifier les quatre ceintures majeures de champion du monde de la catégorie des lourds-légers et le troisième champion unifié après Evander Holyfield et O'Neil Bell (détenteurs de trois ceintures),,.
Usyk remet l'ensemble de ses ceintures WBA, WBC, IBF, WBO et Ring Magazine en jeu face à l'Anglais Tony Bellew, également ancien champion du monde de la catégorie, le 10 novembre 2018. Le combat se déroule à Manchester et se solde par une victoire par K.O. du champion en titre au 8e round,.
Au terme de l'année 2018, Oleksandr Usyk est désigné boxeur de l'année par ESPN, Ring Magazine, la Boxing Writers Association of America (en), Sports Illustrated, CBS Sports ou encore Sporting News.

### Montée en poids lourds

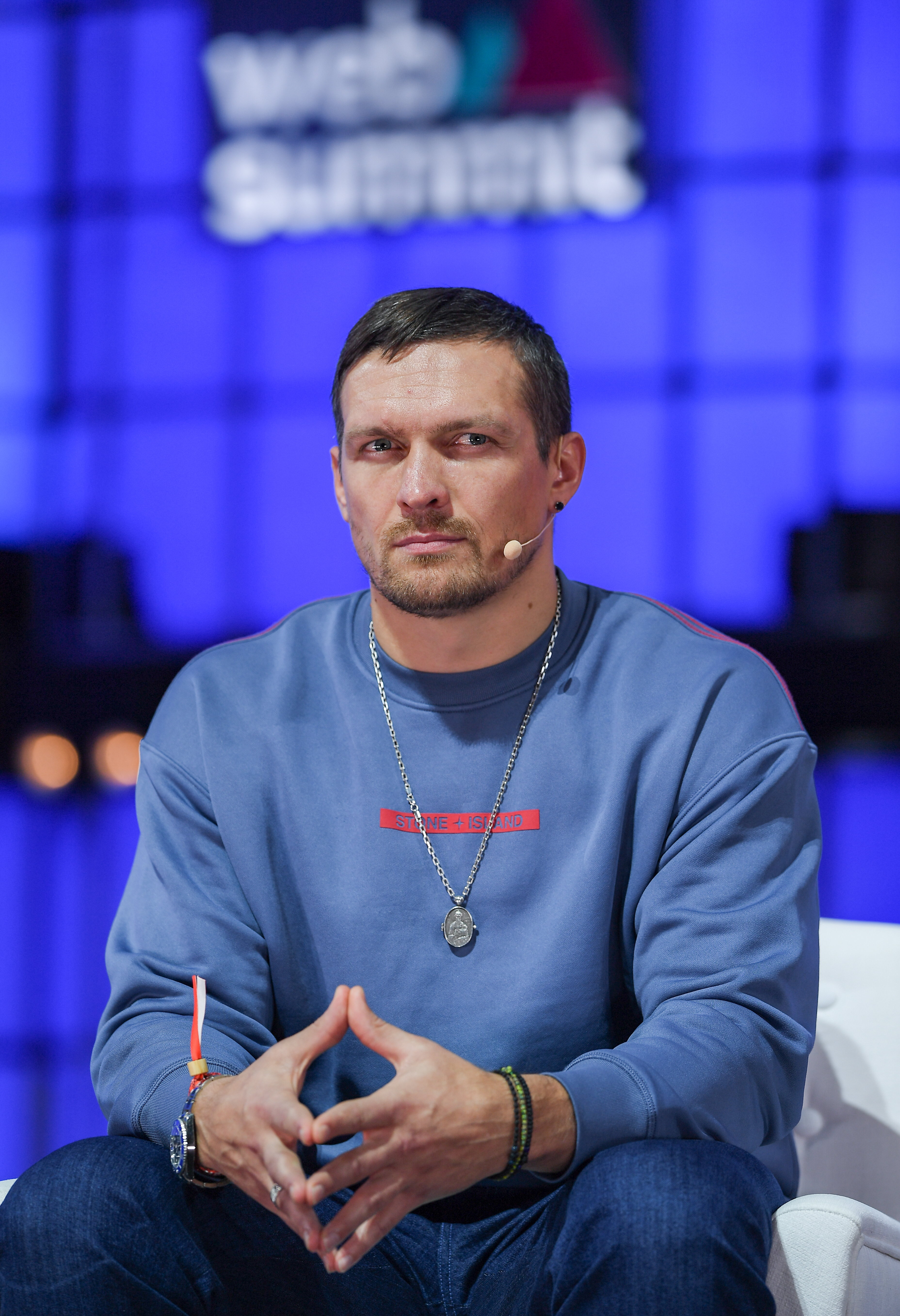
Oleksandr Usyk lors d'une conférence en 2022.

Boxeur de l'année 2018, Oleksandr Usyk n'a plus rien à prouver dans sa catégorie et décide de monter chez les poids lourds. Pour son premier combat, il choisit d'affronter le boxeur franco-camerounais Carlos Takam. Prévu le 25 mai 2019, le combat doit être repoussé à cause d'une blessure d'Usyk au biceps,. Reprogrammé en octobre, le combat est finalement annulé lorsque Takam décide de signer avec le promoteur concurrent Top Rank (en). Après que le nouveau remplaçant, Tyrone Spong, soit contrôlé positif à une substance interdite, le clomifène, à quelques jours du combat, Usyk affronte finalement l'Américain Chazz Witherspoon (38 ans, 38 victoires pour 4 défaites), qu'il contraint à l'abandon au 7e round après un combat à sens unique devant 9 073 spectateurs de la Wintrust Arena de Chicago,,.
Il domine ensuite aux points Dereck Chisora le 31 octobre 2020 puis bat à son 3e combat dans cette catégorie Anthony Joshua à Tottenham, devenant à cette occasion champion du monde unifié WBA, IBF et WBO des poids lourds.

### Invasion russe de l'Ukraine
En réponse à l'invasion de l'Ukraine par la Russie qui commence le jour du douzième anniversaire de sa fille Yelizaveta, Oleksandr Usyk, qui est à Londres pour tourner dans un jeu vidéo, rentre à Vorzel près de Kiev. L'Ukrainien refuse la protection américaine qui lui est proposée et s'engage dans les troupes d'autodéfense de Kiev,. Père de trois enfants, il est autorisé à quitter le pays avec sa famille fin mars pour son camp d'entraînement en Pologne afin de préparer la revanche contre Anthony Joshua. Organisé à Djeddah, l'Arabie saoudite proposant une bourse de 77 millions à se partager entre les deux boxeurs, le deuxième combat entre Usyk et Joshua se déroule le 20 août 2022. Le champion ukrainien fait la différence à partir de la neuvième reprise et conserve ses titres aux points sur décision partagée des juges (115-113, 116-112, 112-116).
Le 27 avril 2023, Oleksandr Usyk se rend sur le front dans le district de Bakhmout, dans la région de Donetsk. Là, il rencontre les soldats de la 24e brigade mécanisée et leur exprime son soutien. Le 26 août 2023, Usyk conserve ses titres WBA, IBF et WBO des lourds, en s'imposant par arrêt de l'arbitre au neuvième round de son combat l'opposant au Britannique Daniel Dubois,.

### Champion unifié des poids lourds
Le 19 mai 2024, à Riyad en Arabie Saoudite, Oleksandr Usyk affronte Tyson Fury dans un combat d'unification des 4 principales ceintures de la catégorie, une première depuis 1999. Après un début de combat légèrement à l'avantage de son adversaire, Usyk parvient à faire compter Fury au neuvième round puis maintient le Britannique sur la défensive jusqu'au dernier round. Il l'emporte à l'issue des 12 rounds par décision partagée : 115-112 et 114-113 l'Ukrainien ; 114-113 pour Fury. Le 25 juin 2024, Oleksandr Usyk annonce qu'il laisse son titre IBF vacant. Le 21 décembre suivant, Usyk conserve les ceintures WBC et WBO en remportant le combat revanche contre Tyson Fury également aux points à l'unanimité des 3 juges par 116 à 112.
Le 19 juillet 2025, Oleksandr Usyk affronte à nouveau Daniel Dubois (boxe anglaise)au Stade de Wembley de Londres pour l’unification complète des titres mondiaux des poids lourds. Ce combat fait suite à leur premier affrontement en 2023, remporté par Usyk par KO. Dubois, devenu champion IBF entre-temps, vise la revanche. Le combat est diffusé en direct sur DAZN en pay-per-view. Au cinquième round, Usyk se retrouve coincé dans les cordes et envoie un crochet puis un enchainement de deux coups qui mettent son adversaire KO. Il réunit par la même occasion toutes les ceintures poids lourds et devient double champion du monde incontesté des poids lourds, un exploit jusqu'alors accompli uniquement par Mohamed Ali.

## Palmarès

### Amateur

#### Jeux olympiques
- Médaille d'or en -91 kg aux Jeux de 2012 à Londres, Angleterre
- Participation aux Jeux de 2008

#### Championnats du monde de boxe
- Médaille d'or en -91 kg en 2011 à Bakou, Azerbaïdjan
- Médaille de bronze en -91 kg en 2009 à Milan, Italie

#### Championnats d'Europe de boxe
- Médaille d'or en -81 kg en 2008 à Liverpool, Angleterre
- Médaille de bronze en -75 kg en 2006 à Plovdiv, Bulgarie

### Titres

#### Titres mondiaux majeurs
- Champion du monde poids lourds WBC (depuis 2024)
- Champion du monde poids lourds IBF (2021-2024 et depuis 2025)
- Champion du monde poids lourds WBA (depuis 2021)
- Champion du monde poids lourds WBO (depuis 2021)
- Champion du monde poids lourds-légers WBC (2018-2019)
- Champion du monde poids lourds-légers IBF (2018-2019)
- Champion du monde poids lourds-légers WBA (2018-2019)
- Champion du monde poids lourds-légers WBO (2016-2019)

#### Titres mondiaux mineurs
- Champion du monde poids lourds The Ring (depuis 2022)
- Champion du monde poids lourds IBO (depuis 2021)
- Champion du monde poids lourds-légers The Ring (2018-2019)

#### Titres régionaux/internationaux
- Champion poids lourds WBO Inter-Continental (2020-2021)
- Champion poids lourds-légers WBO Inter-Continental (2014-2016)

### Distinctions
- Oleksandr Usyk est élu boxeur de l'année en 2018 par Ring Magazine.

## Liste des combats professionnels
| 24 combats      | 24 victoires | 0 défaites |
| Avant la limite | 15           | 0          |
| Sur décision    | 9            | 0          |

| Décision possible : KO • TKO (KO technique) • UD (décision aux points unanime) • MD (décision aux points majoritaire) • SD (décision aux points partagée) • D (match nul) • NC (sans décision) • RTD (abandon) |        |                       |      |         |                   |                                    | |
| Résultat | Record | Adversaire            | Type | Round   | Date              | Lieu                               | Notes |
| Victoire | 24-0-0 | Daniel Dubois         | KO   | 5 (12)  | 19 juillet 2025   | Stade de Wembley, Londres          | Réunit toutes les ceintures et redevient champion incontesté des poids lourds.                                                    |
| Victoire | 23-0-0 | Tyson Fury            | UD   | 12 (12) | 21 décembre 2024  | Kingdom Arena, Riyad               | Conserve les titres WBA, WBO, IBO et WBC des poids lourds.                                                                        |
| Victoire | 22-0-0 | Tyson Fury            | SD   | 12 (12) | 18 mai 2024       | Kingdom Arena, Riyad               | Conserve les titres IBF, WBA, WBO et IBO des poids lourds et remporte le titre WBC. Devient champion incontesté des poids lourds. |
| Victoire | 21-0-0 | Daniel Dubois         | TKO  | 9 (12)  | 26 août 2023      | Stadion Wrocław, Wroclaw           | Conserve les titres IBF, WBA, WBO et IBO des poids lourds.                                                                        |
| Victoire | 20-0-0 | Anthony Joshua        | SD   | 12      | 20 août 2022      | Jeddah Superdome (en), Djeddah     | Conserve les titres IBF, WBA, WBO et IBO des poids lourds.                                                                        |
| Victoire | 19-0-0 | Anthony Joshua        | UD   | 12      | 25 septembre 2021 | Tottenham Hotspur Stadium, Londres | Remporte les titres IBF, WBA, WBO et IBO des poids lourds.                                                                        |
| Victoire | 18-0-0 | Dereck Chisora        | UD   | 12      | 31 octobre 2020   | Wembley Arena, Londres             | Remporte le WBO Inter-Continental des poids lourds.                                                                               |
| Victoire | 17-0-0 | Chazz Witherspoon     | RTD  | 7 (12)  | 12 octobre 2019   | Wintrust Arena, Chicago            | Début dans la catégorie des poids lourds.                                                                                         |
| Victoire | 16-0-0 | Tony Bellew           | TKO  | 8 (12)  | 10 novembre 2018  | Manchester Arena, Manchester       | Conserve les titres IBF, WBA, WBC et WBO des poids lourds-légers.                                                                 |
| Victoire | 15-0-0 | Murat Gassiev         | UD   | 12      | 21 juillet 2018   | Olimpiisky Indoor Arena, Moscou    | Conserve les titres WBC et WBO et remporte les titres IBF et WBA des poids lourds-légers. Finale des World Boxing Super Series.   |
| Victoire | 14-0-0 | Mairis Briedis        | MD   | 12      | 27 janvier 2018   | Riga Arena, Riga                   | Conserve le titre WBO et remporte le titre WBC des poids lourds-légers. Demi-finale des World Boxing Super Series.                |
| Victoire | 13-0-0 | Marco Huck            | TKO  | 10 (12) | 9 septembre 2017  | Max-Schmeling-Halle, Berlin        | Conserve le titre WBO des poids lourds-légers. Quart de finale des World Boxing Super Series.                                     |
| Victoire | 12-0-0 | Michael Hunter        | UD   | 12      | 8 avril 2017      | MGM National Harbor, Oxon Hill     | Conserve le titre WBO des poids lourds-légers.                                                                                    |
| Victoire | 11-0-0 | Thabiso Mchunu        | TKO  | 9 (12)  | 17 décembre 2016  | The Forum, Inglewood               | Conserve le titre WBO des poids lourds-légers.                                                                                    |
| Victoire | 10-0-0 | Krzysztof Głowacki    | UD   | 12      | 17 septembre 2016 | Ergo Arena, Gdańsk                 | Remporte le titre WBO des poids lourds-légers.                                                                                    |
| Victoire | 9-0-0  | Pedro Julio Rodriguez | TKO  | 7 (12)  | 12 décembre 2015  | Palais des sports de Kiev, Kiev    | Conserve le titre WBO Inter-Continental des poids lourds-légers.                                                                  |
| Victoire | 8-0-0  | Johnny Muller         | TKO  | 3 (12)  | 29 août 2015      | Palais des sports de Kiev, Kiev    | Conserve le titre WBO Inter-Continental des poids lourds-légers.                                                                  |
| Victoire | 7-0-0  | Andrey Knyazev        | TKO  | 8 (10)  | 18 avril 2015     | Palais des sports de Kiev, Kiev    | Conserve le titre WBO Inter-Continental des poids lourds-légers.                                                                  |
| Victoire | 6-0-0  | Danie Venter          | TKO  | 9 (10)  | 13 décembre 2014  | Palais des sports de Kiev, Kiev    | Remporte le titre WBO Inter-Continental des poids lourds-légers.                                                                  |
| Victoire | 5-0-0  | Daniel Bruwer         | TKO  | 7 (10)  | 4 octobre 2014    | Arena Lviv, Lviv                   | |
| Victoire | 4-0-0  | Cesar David Crenz     | KO   | 4 (8)   | 31 mai 2014       | Palais des Sports, Odessa          | |
| Victoire | 3-0-0  | Ben Nsafoah           | KO   | 3 (8)   | 26 avril 2014     | König Pilsener Arena, Oberhausen   | |
| Victoire | 2-0-0  | Epifanio Mendoza      | TKO  | 4 (6)   | 7 décembre 2013   | Palais des Glaces, Brovary         | |
| Victoire | 1-0-0  | Felipe Romero         | TKO  | 5 (6)   | 9 novembre 2013   | Palais des sports de Kiev, Kiev    | |